# Cratere Dubyago
Dubyago è un cratere lunare di 48,12 km situato nella parte nord-orientale della faccia visibile della Luna.
Il cratere è dedicato agli astronomi russi Dmitrij Ivanovič Dubjago e Aleksandr Dmitrievič Dubjago, padre e figlio.

## Crateri correlati
Alcuni crateri minori situati in prossimità di Dubyago sono convenzionalmente identificati, sulle mappe lunari, attraverso una lettera associata al nome.
| Dubyago | Coordinate           | Diametro (in km) |
| ------- | -------------------- | ---------------- |
| B       | 3°04′48″N 70°18′00″E | 33,96            |
| D       | 1°27′36″N 71°07′12″E | 14,09            |
| E       | 1°28′12″N 68°58′12″E | 12,6             |
| F       | 1°53′24″N 69°25′48″E | 9,89             |
| G       | 1°50′24″N 68°57′00″E | 7,56             |
| H       | 2°19′48″N 69°11′24″E | 6,88             |
| J       | 2°55′12″N 69°31′12″E | 11,67            |
| K       | 1°30′36″N 68°18′36″E | 8,63             |
| L       | 1°56′24″N 68°07′12″E | 6,11             |
| M       | 2°33′36″N 68°07′12″E | 8,65             |
| N       | 1°27′36″N 66°57′36″E | 7,15             |
| R       | 2°31′12″N 66°23′24″E | 9,07             |
| T       | 4°52′12″N 72°16′12″E | 10,71            |
| V       | 5°53′24″N 69°48′36″E | 10,97            |
| W       | 6°30′36″N 69°44′24″E | 8,87             |
| X       | 6°30′00″N 73°01′48″E | 8,41             |
| Y       | 4°14′24″N 68°11′24″E | 6,91             |
| Z       | 3°53′24″N 70°55′48″E | 8,81             |